# NICAM
NICAMとは「Nearly Instantaneous Compandable Audio Matrix（準瞬時圧伸音声多重）」の略で、デジタル音声圧縮方式のひとつである。「ナイカム」と発音される。元々1970年代初期に放送網内の接続のために開発された。1980年代よりドイツを除くヨーロッパ等の地域で、NICAM方式をテレビのステレオ音声多重送信に利用されている。

## 歴史

### 準瞬時圧縮伸張
案としては1964年に初めて考案された。この際の圧縮伸張はADコンバーターの前やDAコンバーターのあとのアナログ信号に行なわれる案であった。この技術を放送に応用するには圧縮伸張を全般的にADコンバーターの後及びDAコンバーターの前のデジタルで行う必要があると、1972年のBBC研究報告で考案された。

### 一対一接続
NICAMはもともと放送局間で、2,048 kbit/sの帯域幅内で高音質6チャンネルを使用出来ることを目的とされた。この数値はCEPTで標準化されたE1回線に合わせて設定され、このレートを使用するシステムでは当時計画中のPDH（Plesiochronous Digital Hierarchy）国内国際通信網を利用出来るとされた。
さまざまな国で類似のシステムが開発されたが、1977-1978年前後にBBC研究所が試聴評価試験を実施した。その候補は下記の通り。
- RAI方式：A-lawアルゴリズムで14ビットリニアPCMサンプルを10ビットで圧縮（14:10）
- フランス放送（TDF、Télédiffusion de France）の提案するNICAM方式（14:9）
- NICAM-1（13:10）
- NICAM-2（14:11）
- NICAM-3（14:10）

結果、NICAM-2方式が最も高音質だったがビットレートを犠牲にして不必要に信号変調ノイズを下げ過ぎていた。NICAM-3が試験中もこの点を指摘し最終的には選ばれた。音声信号は32kHzのサンプリング周波数で14ビットのパルス符号変調を使用しエンコーディングされている。

### 公衆放送網での使用
NICAMの次の役割は公衆放送網で使用されることであったが、この技術は1980年代にBBCによって開発された。この技術は728kbit/sで送信されるため、NICAM-728というバリエーションとして知られる。NICAM-3と同じ音声符号化パラメーターを使用する。
BBCは1986年に初のNICAMデジタルステレオ番組を放送した。しかし5年後イギリス国内のほとんどの地域の送信施設がNICAM放送に対応しBBCの多くの番組がステレオ制作される5年後まで、番組はステレオ放送することを事前に公表していなかった。
公式的にはBBCは1991年にイギリスでのNICAMステレオ放送開始を発表し、イギリスの他の放送局ITVとチャンネル4も数ヶ月後にステレオ放送を発表した。

### NICAM方式採用国・地域
下記のPAL方式、SECAM方式の国々でNICAM音声多重方式が採用されている。

#### ヨーロッパ
| - アイスランド - アイルランド - イギリス - エストニア - スウェーデン（現在は使用していない。既にDVB-Tに移行済み） - スペイン - デンマーク - ノルウェー | - ハンガリー - フィンランド（現在は使用していない。既にDVB-Tに移行済み） - フランス - ベルギー - ポーランド - ポルトガル - ルクセンブルク - ロシア |

#### その他の国・地域
- イスラエル
- 香港（広東語と、英語・中国語・日本語のサウンドトラックの二カ国語番組で主に使用されている）
- マカオ
- 広州
- 南アフリカ共和国（SABC1、SABC2、etv）
- マレーシア
  - 首都圏クランバレー周辺のTV1、TV2、ntv7、8TV、TV9で使用。TV3もクランバレー周辺のVHF放送（12チャンネル）でNICAMを使用しているが、UHF放送（29チャンネル）ではA2ステレオを使用。
- ニュージーランド
  - TVNZ、TV3、C4、Primeで使用。スカイTVのUHFサービスでは既に使用を中止。

## NICAM方式技術概要
モノラル信号との互換性を保つため、NICAM信号は音声キャリアの横の搬送波に載せられ送信される。これはFMやAMの通常音声信号はモノラル受信機でも独立して受信出来ると言うことである。
NICAM方式のステレオテレビ信号は、モノラル音声の互換信号または2〜3本の全く別の音声信号とも同時に送信出来る。別の音声信号のモードでは、多言語放送やその応用として国際線の機内映画（インフライト・エンターテインメント・システム）等でも使用される。このモードではユーザーが受信機の音声選択スイッチで聞きたいサウンドトラックを指定出来る。
これはPAL方式でのNICAMの周波数領域である。SECAM L方式では、NICAM音声はAM音声キャリアの前の5.85MHzで、映像帯域幅は6.5MHzから5.5MHzに縮小される。
NICAMでは現在、下記のモードがある。データストリームの3ビット領域を含むことによって、自動選択させることが出来る。
- デジタルステレオ音声 1チャンネル
- 完全に異なるデジタルモノラル音声 2チャンネル
- デジタルモノラル音声 1チャンネルと、352kbit/sデータチャンネル 1チャンネル
- 704kbit/sデータチャンネル 1チャンネル

上記のうち、一般的に使用されているのは前者2つである。また将来さらに4つの選択肢が提案される可能性がある。

### NICAMパケット通信
NICAMパケット（ヘッダーを除く）通信は、送信前9ビット疑似ランダムビット生成方式によってスクランブル処理されている。
- この疑似ランダム生成は511ビット反復のビットストリームを生成
- 疑似ランダム生成の多項式は、x^9 + x^4 + 1
- 疑似ランダム生成は、111111111で初期化される

NICAMビットストリーム生成はホワイトノイズ生成とよく似ているが、これは隣接テレビチャンネルへの干渉を減少させるために重要である。
- NICAMヘッダーはスクランブルしない。これは受信機側でNICAMデータストリームにロックさせ、再同期させるためである。
- NICAMパケットの先頭では、疑似ランダムビット生成は一旦すべて1に自動設定される。

## NICAM音声の記録

### VHS
NICAM対応ビデオデッキでは、NICAM方式からのステレオ音声はVHSのハイファイトラックに記録される。モノラル信号はリニアトラックに記録される。

### DVD
DVD-Video方式とほぼ互換性のある「ビデオモード」での記録の場合、一般的にはデジタルI、デジタルII、アナログモノラルのうち1チャンネルにしか記録出来ない。DVD-VR方式の場合はモノラル信号は消失してしまうものの、ステレオ両チャンネルと二カ国語両方がすべてのデジタルチャンネルに記録出来る。